# 織田憲嗣
織田 憲嗣（おだ のりつぐ、1946年 - ）は、日本の家具デザイナー、椅子研究家、東海大学名誉教授。
高知県出身。大阪芸術大学芸術学部デザイン学科卒業。百貨店宣伝部勤務、フリーのイラストレーター、北海道東海大学（現在は東海大学に統合され同校の札幌キャンパスとなっている）教授、東海大学芸術工学部くらしデザイン学科教授を歴任。

## 専門分野
イラストレーション、広告デザイン、家具デザイン

## 研究テーマ
アドバタイジングデザインとイラストレーション。椅子のデザインの体系化。

## 研究内容
1. 近代椅子の基礎的研究：1850年代以降の建築家、デザイナーによりデザインされた椅子とその資料収集、およびそれらのデータの分析、分類とその集積、整理。そして、それらの椅子の図面化と、写真によるフォトライブラリー化。また、さまざまな作家による椅子デザインのファーストモデルからエンドモデルまでのイラストレーション化することにより、デザインの体系づけを行う。更に最近ではインターネット放送局｢カレイドビジョン｣の｢名作椅子の紹介チャンネル／CHAIRS　TV｣で、収集した椅子の中から代表的な作品を取り上げ、誕生の背景､デザイン､制作技術、エピソード等を解説している。
2. 日本の伝統的民家の研究：最近、住宅の近代化により、その伝統的な建築様式や意匠が失われていく中で、その外観、内観、およびその構造を分解し、ビジュアル化するもので、図面や写真とともにテクニカルイラストレーションとして仕上げるもの。

## 主な所属学会
インテリア学会

## 著書
- 『日本の家 北から南まで』 福音館書店、1989年7月 ISBN 4-8340-0265-9
- 『デンマークの椅子』 光琳社出版、1996年9月 ISBN 4-7713-0217-0
- 『建築家の椅子111脚』 鹿島出版会、1997年4月 ISBN 4-306-04355-X
- 『デンマークの椅子』 ワールドフォトプレス、2002年3月 ISBN 4-7663-3334-9
- 『ハンス・ウェグナーの椅子100』 平凡社、2002年10月 ISBN 4-582-63398-6
- 『デンマークの椅子』 ワールド・フォト・プレス、2006年9月 ISBN 4-8465-2623-2
- 『200脚の椅子』 ワールド・フォト・プレス、2006年9月 ISBN 4-8465-2624-0
- 『イラストレーテッド名作椅子大全』 新潮社、2007年3月 ISBN 978-4-10-304251-8
- 『＜ポスター＞デザイン史に残る名作椅子３７０脚』 ハウジングエージェンシー、2010年12月 ISBN 978-4-89990-192-1

### 共著
- 『北欧インテリア・デザイン』 平凡社、2004年9月16日 ISBN 4-582-62033-7